# California Polytechnic State University
La Universitat Estatal Politècnica de Califòrnia, abreujat col·loquialment  Cal Poly San Luis Obispo, és una universitat pública situada a prop de San Luis Obispo, Califòrnia. Cal Poly SLO és un dels 23 campus de la Universitat Estatal de Califòrnia i és la universitat més gran de la superfície estatal.
La universitat ofereix un gran nombre de cursos a través de les seves set especialitats, però és més conegut pels seus camps d'enginyers d'agricultura, d'arquitectura, d'economia i d'arts gràfiques. En el curs 2011-2012 té uns 18000 alumnes, 1200 professors i personal investigació i té 117000 alumni.

## Història

### General

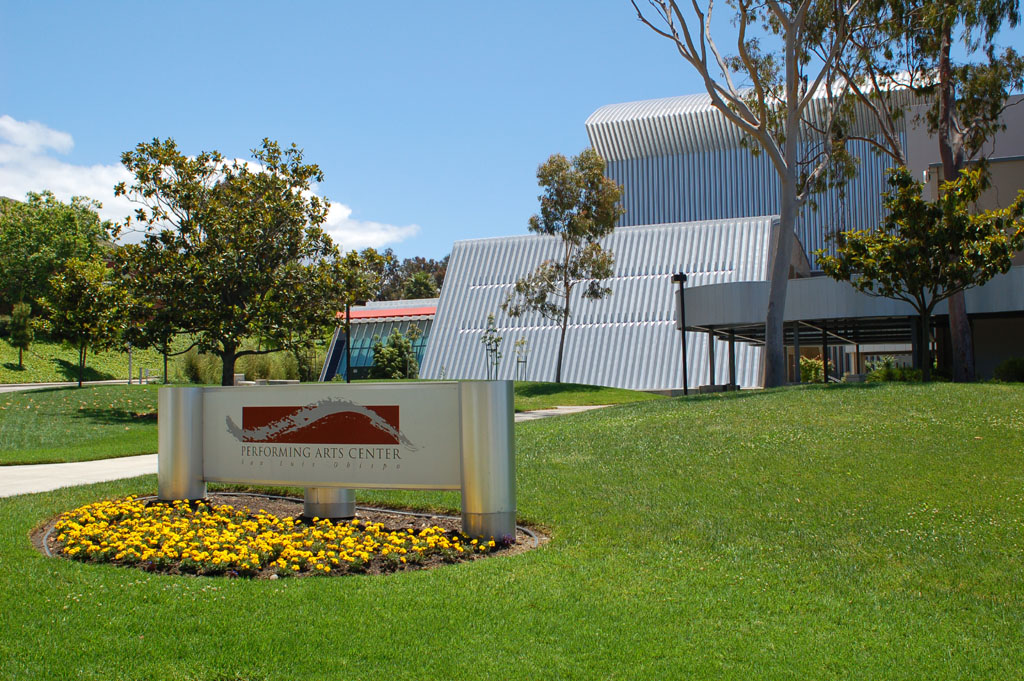
Cal Poly SLO Performing Arts Center

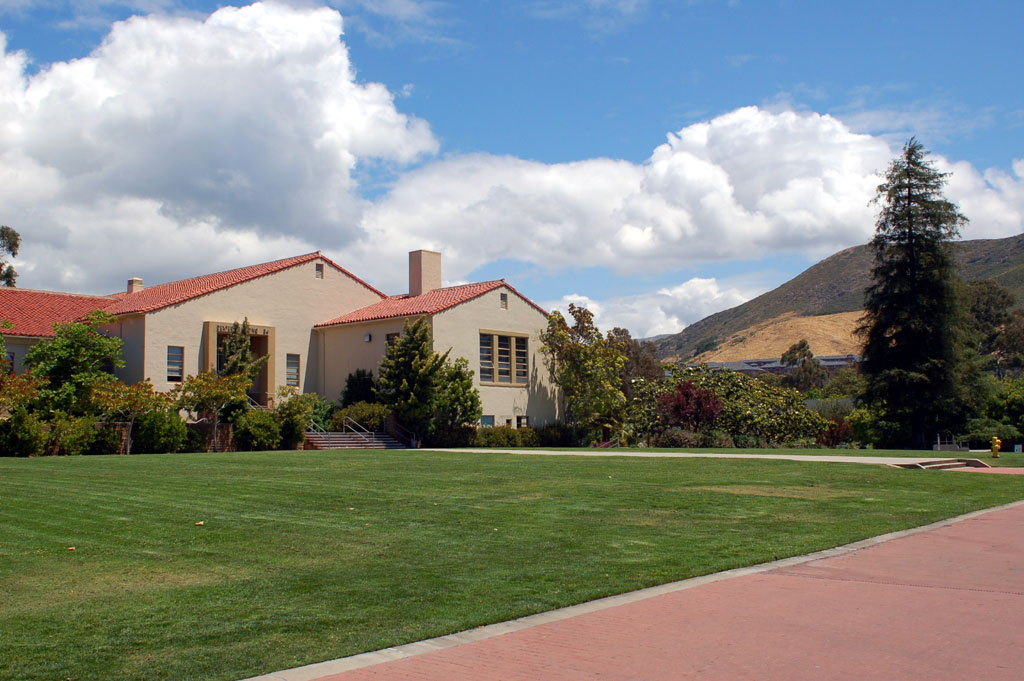
The Dexter Lawn

Cal Poly SLO va ser fundada l'any 1901 quan el governador Henry Sage va promulgar la Llei d'Educació Politècnica de Califòrnia. La Polytechnic School of Califòrnia va ser construïda prop de San Luis Obispo i els primers estudiants, uns 9 alumnes, van arribar el 30 de setembre de 1903 per assistir a cursos de segon grau. L'escola no ha deixat de créixer des d'aleshores, amb l'excepció d'un període comprès entre mitjans de 1910 i principis de 1920 a causa de la Primera Guerra Mundial.
En 1924 Cal Poly SLO passa a estar sota el control del Departament d'Educació de Califòrnia. El 1933 el mateix departament va canviar la durada del curs i va passar a dos anys i va transformar l'escola en un institut de formació professional. Cal Poly SLO començar a emetre un màster d'Arts el 1940 i va canviar el seu nom pel d'Universitat Politècnica de l'Estat de Califòrnia el 1947 per reflectir millor els diversos cursos oferts. El 1960, el control de Cal Poly SLO i tota altra universitat estatal va ser transferit del Ministeri d'Educació de Califòrnia a una junta directiva independent, que després es va convertir en el sistema de la Universitat Estatal de Califòrnia.
En 1967, Cal Poly SLO fou autoritzat a emetre títols equivalents a  DEA. Entre 1967 i 1970, els estudis van ser reorganitzades en unitats diferents (per exemple, la Facultat de Matemàtiques i Ciències, Facultat d'Agricultura i Recursos Naturals, i la Facultat d'Arquitectura, fundada l'any 1968). Cal Poly SLO té la seva pròpia emissora ràdio FM: kPCR. Les lleis de Califòrnia han tornat a canviar el seu nom Polytechnic State University a Califòrnia. Des de 1970, la universitat ha vist augmentar contínuament sol·licituds d'estudiants i la construcció de molts edificis al campus.